# Çuxanlı (ort i Azerbajdzjan, Saljan)
Çuxanlı är en ort i Azerbajdzjan.   Den ligger i distriktet Saljan, i den sydöstra delen av landet, 110 km sydväst om huvudstaden Baku. Antalet invånare är 1 901.
Terrängen runt Çuxanlı är mycket platt. Närmaste större samhälle är Salyan, 4,9 km söder om Çuxanlı.
Trakten runt Çuxanlı består till största delen av jordbruksmark. Runt Çuxanlı är det ganska glesbefolkat, med 48 invånare per kvadratkilometer.